# Pterolophia lemoulti
Pterolophia lemoulti là một loài bọ cánh cứng trong họ Cerambycidae.